# Glenoleon roseipennis
Glenoleon roseipennis är en insektsart som beskrevs av Tillyard 1916. Glenoleon roseipennis ingår i släktet Glenoleon och familjen myrlejonsländor. Inga underarter finns listade i Catalogue of Life.